# Jacareí
Jacareí is een gemeente in de Braziliaanse deelstaat São Paulo. De gemeente telt 212.824 inwoners (schatting 2009).

## Aangrenzende gemeenten
De gemeente grenst aan Guararema, Igaratá, Jambeiro, Santa Branca, Santa Isabel en São José dos Campos.